# 俺と彼女が魔王と勇者で生徒会長
『俺と彼女が魔王と勇者で生徒会長』（おれとかのじょがまおうとゆうしゃでせいとかいちょう）は、哀川譲による日本のライトノベル。イラストはH2SO4が担当している。電撃文庫（アスキー・メディアワークス）より2010年5月に刊行された。第16回電撃小説大賞最終選考進出作で（受賞は逃した）、作者にとってはこれが作家デビュー作だった。
発売直後から好調な売れ行き（初版が4日で完売）で話題を集めたが、一部の読者からはファミ通文庫（エンターブレイン）の『バカとテストと召喚獣』（井上堅二）などとの表現の酷似が20箇所以上指摘されていた。2010年6月8日昼前に絶版・自主回収の通知がなされ、同日夕方には公式サイトでも発表された。その中で作者は複数箇所にわたり参考にしている事実を認め、謝罪した。このことは一般紙でも報道された。回収時点での発行部数は2刷4万5000部。ただし、回収発表時点で書店には在庫が無くなっているという声が挙がっていた。又、未だに公立図書館などで回収しきれてない事例が確認されている。
また、2010年6月10日発売の「電撃文庫MAGAZINE」Vol.14に掲載予定であった短編も掲載取りやめとなり、哀川の卒業したアミューズメントメディア総合学院のサイトからも関連する情報が全て削除される事態となった。第2巻の発売も告知されていたが、発売には至っていない。

## あらすじ
はるか昔、人が治める地に人外が現れた。幾度かの対立を経て、共存している現代。この二つの種の共存をより深めるために創られ、人間側の「勇者生徒会」と、人外側の「魔王生徒会」がある「聖桐学園」に入学した主人公、兎沢紅太郎は、ある日突然魔王生徒会長になる。一方、幼馴染みの伏城野アリスは敵対する勇者生徒会長となり、紅太郎は正体を隠しながら、（本来敵対する）幼馴染みと学園生活を送ることになってしまう。

## 登場人物

### 主要人物
兎沢 紅太郎（とざわ こうたろう）
主人公で、人間。特技は脳内将棋。成績・スポーツともに平均値。アリスといつも一緒にいて、美人のアリスに付きまとってるように見えることから「小判ザメ」と揶揄される。ある日、先代の魔王生徒会長に目をつけられ、成り行きから今期の魔王生徒会長に就任する。専用のスーツと覆面で正体を隠している。
伏城野 アリス（ふしぎの ありす）
紅太郎の幼馴染みで、成績優秀・スポーツ万能の美人。そのため、勇者生徒会会長へ抜擢される。紅太郎に恋愛感情を持っているものの、いつも空回りしている。人が好すぎるせいか騙し合いが発生する競技が苦手であり、将棋がかなり弱い。

### 魔王生徒会
九条院 鑑美（くじょういん かがみ）
天才といわれる吸血鬼で、魔王生徒会副会長。魔王生徒会長が紅太郎になったことを不満に思っていた。
雪乃（ゆきの）
魔王の秘書で人造人間。常に無口。スペアボディを作り出すことが出来、変身することが出来る。
紡糸 夜依（ぼうし やえ）
魔王生徒会の秘書。人狼だが気が小さく、人間の不良に絡まれていたのを紅太郎に助けられた。
リリィ・レンドブルム
先代の魔王生徒会長で創立以来の連敗を止めたサキュバス。紅太郎を魔王生徒会長にした張本人である。

### 先代の勇者生徒会
元勇者
前の勇者生徒会の生徒会長である。名前を名乗ろうとする直前にいつも誰かに遮られてしまうため名前は不詳である。
金剛 武蔵（こんごう むさし）
前の勇者生徒会の副会長である。
三葉 楓（みつば かえで）
前の勇者生徒会の書記である。
黒野 真心（くろの まごころ）
前の勇者生徒会の議長である。

## 用語解説
聖桐学園（せいどうがくえん）
本作の中心となる舞台。本来なら人間と人外は別々の学校に行くのが通常だが、この学園は人間と人外が共学になっていて日本初の試験校となっている。そのため、「勇者生徒会」と「魔王生徒会」の2つの生徒会が設置されており、人間と人外が意識し合いながらお互いの能力向上を図る、というスローガンを体現するために2つの生徒会が争う「生徒会戦」というのがある。
勇者生徒会
人間側の生徒会のことであり、その中で生徒会長は「勇者」という称号を得る。
魔王生徒会
人外側の生徒会のことであり、勇者生徒会と同様に生徒会長は「魔王」という称号を得る。
生徒会戦
勇者生徒会と魔王生徒会を戦わせることである。魔王は3年になるまでの1年間正体を勇者にも全校生徒にも知られてはいけない。1年間正体を隠し続ければ、魔王生徒会側の勝利となり、正体を暴ければ、勇者生徒会側の勝利となる。そして、勝利した側が3学年の生徒会となる。

## 既刊一覧
- 哀川譲（著） / H2SO4（イラスト） 『俺と彼女が魔王と勇者で生徒会長』 アスキー・メディアワークス〈電撃文庫〉、2010年5月10日初版発行（同日発売[9]）、ISBN 978-4-04-868548-1